# Stift St. Stephan
Das Stift St. Stephan war ein Kollegiatstift in Weißenburg (heute: Wissembourg) im Elsass, das zum dortigen Reichskloster St. Peter und Paul gehörte.

## Geografische Lage
Das Stift lag nördlich der Stadt Weißenburg, außerhalb der Pfisterpforte der Stadtmauer auf dem Stephansberg.

## Geschichte
Die ältesten erhaltenen Urkunden, die das Stift bezeugen, stammen aus dem 11. Jahrhundert. Der Zeitpunkt seiner Gründung ist unbekannt. Der Tradition nach wurde es von Liuthard, Abt des Klosters St. Peter und Paul  (1002–1032), gegründet. Das Stift St. Stephan war unselbständig und gehörte dem Benediktinerkloster St. Peter und Paul. Zu dem Stift gehörte eine St. Stephan-Kirche.
1524 wurde das Kloster St. Peter und Paul durch Papst Clemens VII. ebenfalls in ein weltliches Kollegiatstift umgewandelt. Das war in dieser Zeit kein ungewöhnlicher Schritt, um ein in Auflösung befindliches Kloster in einer anderen Form als geistliche Einrichtung zu retten. Bei Vollzug dieses Schritts wurde das Stift St. Stephan dem neuen, aus dem Kloster hervorgegangenen Stift inkorporiert. Einzelheiten, wie das zustande kam, sind nicht bekannt. Das neue Stift firmierte unter der Bezeichnung Kollegiatstift ss. Petri et Pauli app ac Stephani protom, so dass der Name des St. Stephan-Stifts, in dem der Nachfolgereinrichtung erhalten blieb.

## Personen
Dem Stift stand ein Propst vor. Folgende Pröpste sind namentlich in den angegebenen Jahren erwähnt (in der Regel sind die genauen Amtszeiten nicht bekannt):
- 1166 Otto
- 1202, 1203 Ulrich
- 1207 Wolfram
- 1240 Walter
- 1259 Adelvolc, Domherr in Speyer
- 1298 Eberhard, Kanzler König Albrecht I.
- 1318 Friedrich von Klingen
- 1226, 1231 Werner von Eh(e)nheim
- 1340, 1347 Rupert von Saarbrücken
- 1396 Heinrich Johann von Echzell, Kanoniker an St. German in Speyer
- 1413, † 1431 Johann Cappus
- ab 1431 Konrad von Bergen[Anm. 2], Domvikar in Speyer
- 1469 Graf Anthis von Leiningen. Abt Jakob von Bruck des Klosters St. Peter und Paul ernannte ihn zu seinem Vertreter. Nach dem Tod des Abtes verwaltete er auch das Kloster, führte aber nicht den Titel „Abt“. Er war darüber hinaus Propst des Stiftes „Viertürme“ vor den Toren Weißenburgs.[5]
- 1482 Magister Johannes Stoll
- ?–1524 Matthias Wildenreit

Eine Reihe von Kanonikern sind ebenfalls namentlich bezeugt.

## Kirchen

### St. Stephan-Kirche
Zur St. Stephan-Kirche ist sehr wenig bekannt. Eine bestehende Kirche wurde im 13. Jahrhundert wohl um- oder neu gebaut. Nach der Inkorporation des Stifts in das ebenfalls zum Stift umgewandelte Kloster Weißenburg 1524 bestand die Kirche St. Stephan zunächst weiter. Die baulichen Anlagen des Stifts wurden aber im Zuge des Bauernkriegs im Folgejahr durch Weißenburger Bürger beschädigt, die Kirche seitens der Stadt zur Plünderung und Zerstörung freigegeben. 1526 verkaufte das Weißenburger Stift die Grundstücke und baulichen Reste an die Stadt, die sie niederlegen ließ. Das alles geschah, bevor die ersten Abbildungen der Stadt Weißenburg von Sebastian Münster und Matthäus Merian entstanden. Auch archäologische Befunde liegen nicht vor, so dass es keine Anhaltspunkte zum Aussehen des Stifts und der Kirche gibt.

### Beata Maria Virgo
Die Kapelle Beata Maria Virgo (deutsch: Selige Jungfrau Maria) gehörte zum Stift und war mit einer Priesterstelle bepfründet. Die Kapelle ist seit 1247 bezeugt, die Stiftung der Pfründe stammt von 1258.

### Sancti Nicolai Episcopus
Die Kapelle Sancti Nicolai Episcopus, dem Heiligen Nikolaus geweiht, war eventuell kein selbständiges Gebäude, sondern Teil der St. Stephan-Kirche. Auch sie gehörte zum St. Stephans-Stift. Sie wurde wahrscheinlich erst 1348 eingerichtet, indem die Pfründe für einen Chorknaben umgewidmet wurde.

### Johannes der Täufer und Allerheiligen
Die Kapelle Johannes der Täufer und Allerheiligen war die Beinhaus-Kapelle des zur Stephanskirche gehörenden Friedhofs. Sie erhielt 1339 die Weihe und war wohl ein Anbau an die Kirche St. Stephan. An der Kapelle bestanden zwei Vikariatsstellen.